# Mattias Svahn
Mattias Svahn (ur. 3 stycznia 1972) – szwedzki biegacz narciarski, zawodnik klubu IFK Mora.

## Kariera
Po raz pierwszy na arenie międzynarodowej Mattias Svahn pojawił się 31 grudnia 1994 roku w zawodach FIS Race w szwedzkiej miejscowości Örnsköldsvik, gdzie zajął 44. miejsce w biegu na 15 km techniką dowolną. W Pucharze Świata zadebiutował 25 stycznia 2004 roku w Val di Fiemme, zajmując dziesiąte miejsce na dystansie 70 km klasykiem. Tym samym już w swoim debiucie zdobył pucharowe punkty. W klasyfikacji generalnej sezonu 2003/2004 zajął ostatecznie 93. miejsce. Startował głównie w zawodach FIS Race oraz FIS Marathon Cup, przy czym w tym drugim cyklu dwukrotnie stawał na podium: w 2003 i 2004 roku zajmował trzecie miejsce w niemieckim König-Ludwig-Lauf. W klasyfikacji generalnej najlepiej wypadł w sezonie 2002/2003, który ukończył na szóstej pozycji. Nigdy nie startował na igrzyskach olimpijskich ani mistrzostwach świata.

## Osiągnięcia

### Puchar Świata

#### Miejsca w klasyfikacji generalnej
- sezon 2003/2004: 93.
- sezon 2005/2006: 101.

#### Miejsca na podium w zawodach chronologicznie
Svahn nigdy nie stał na podium indywidualnych zawodów Pucharu Świata.

### FIS Marathon Cup

#### Miejsca w klasyfikacji generalnej
- sezon 1999/2000: ?
- sezon 2000/2001: 22.
- sezon 2001/2002: 15.
- sezon 2002/2003: 6.
- sezon 2003/2004: 17.
- sezon 2004/2005: 23.
- sezon 2005/2006: 19.

#### Miejsca na podium
| Nr | Dzień    | Rok  | Zawody            | Dystans                 | Czas biegu  | Strata | Pozycja | Zwycięzca       |
| -- | -------- | ---- | ----------------- | ----------------------- | ----------- | ------ | ------- | --------------- |
| 1. | 2 lutego | 2002 | König-Ludwig-Lauf | 55 km stylem klasycznym | 2:05:32,8 h | +1,9 s | 3.      | Jørgen Aukland  |
| 2. | 1 lutego | 2003 | König-Ludwig-Lauf | 55 km stylem klasycznym | 2:01:16,9 h | +4,8 s | 3.      | Stanislav Řezáč |